# Antanas Sireika

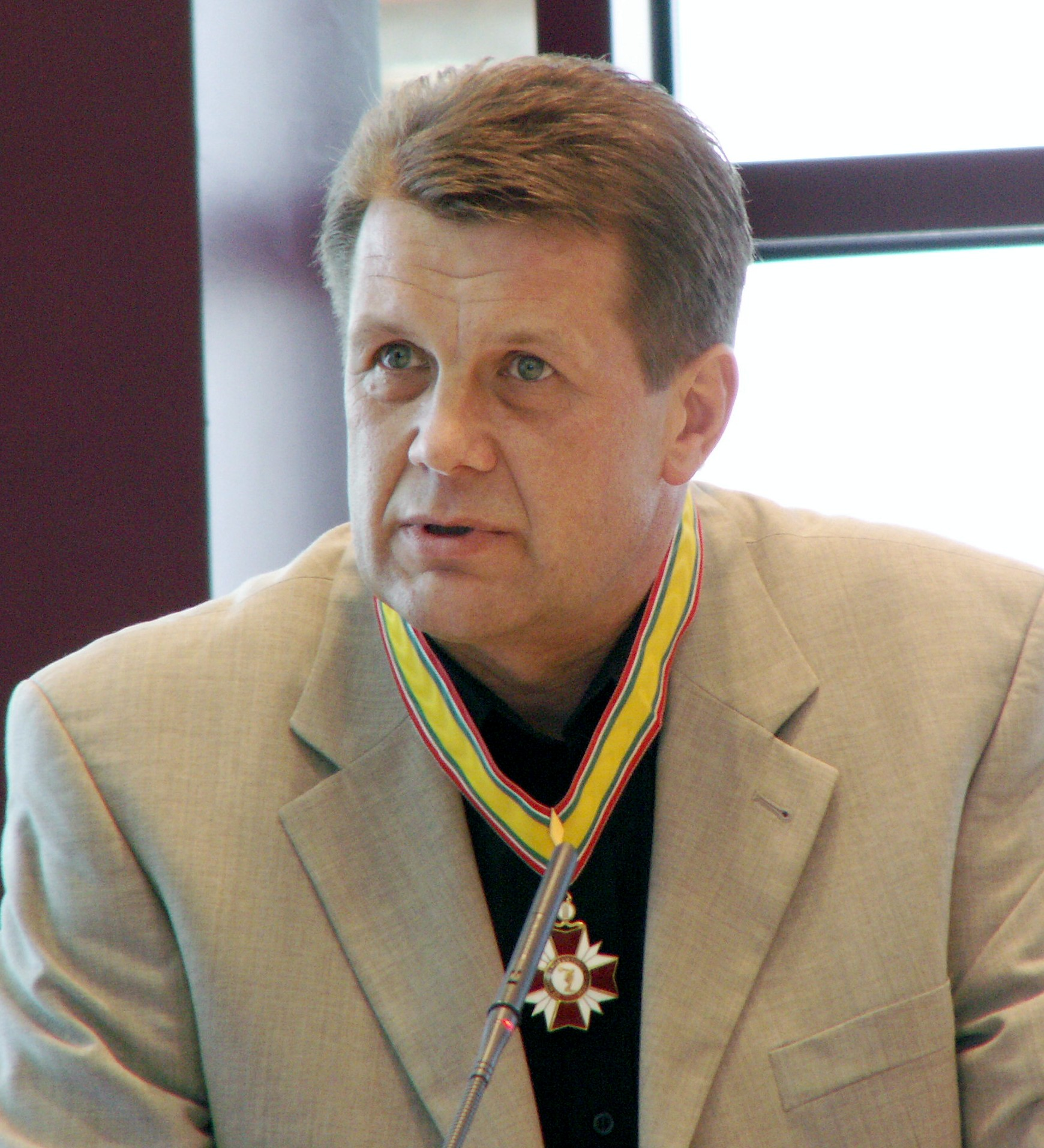
Antanas Sireika (2006)

Antanas Sireika (* 11. Mai 1956 in Bazilionai, Rajongemeinde Šiauliai) ist ein litauischer Politiker und Basketballtrainer.

## Leben
Nach dem Abitur an der Mittelschule Bazilionai absolvierte er das Diplomstudium am Lietuvos kūno kultūros institutas in der zweitgrößten litauischen Stadt Kaunas und wurde Sportlehrer.
Ab 1978 spielte bei Unternehmen „Šiaulių kelininkas“, „Tauras“ und „Statybininkas“ und arbeitete als Trainer in der Sportschule Šiauliai.
Ab 1997 war er zweiter Trainer der litauischen Basketball-Mannschaft und ab 2001 Chefcoach, ab 2002 trainierte Žalgiris Kaunas.  2008 war Sireika Trainer von BC Šiauliai  und dann Trainer von BC Lietuvos rytas. 
Von 2019 bis 2023 war er und seit 2023 ist er Mitglied im Rat der Stadtgemeinde Šiauliai. 
Er ist verheiratet.

## Ehrungen
- Ehrenbürger von Šiauliai, seit 2003
- Orden für Verdienste um Litauen 2003